# アルミン・ラシェット
アルミン・ラシェット（ドイツ語: Armin Laschet、1961年2月18日 - ）は、ドイツの政治家。同国ノルトライン＝ヴェストファーレン州首相を2017年より4年間務めた。所属政党はドイツキリスト教民主同盟（CDU）で2021年に党首を務めた。

## 経歴

### 学歴・職歴
ノルトライン＝ヴェストファーレン州アーヘンのブルトシャィト地区の保守的カトリックの中間層家族に生まれた。ギムナジウム生徒の時、アーヘンの聖ミヒャエル教会教区において積極的に青年運動に参加した。1980年にアビトゥーア合格後、ミュンヘン大学とボン大学で法学と国家学を学んだ。1987年に第1次法律国家試験に合格。ミュンヘン大学在学時に学生組合のメンバーになる。1986年から1988年の間、法律学を修めると同時にジャーナリストとしての知識も学んだ。
1986年から1991年までバイエルンのバイエルン放送のラジオとテレビのボン通信員を務めた。さらに並行して1987年から1994年までドイツ連邦議会議長リタ・ジュースムートの学術部門の助言者でもあった。1991年にアーヘン教会新聞の主席編集者に就任、1995年から1999年までアインハルト出版社の出版編集部門のトップでもあった。欧州学術・芸術アカデミー会員でもある。

### 党歴

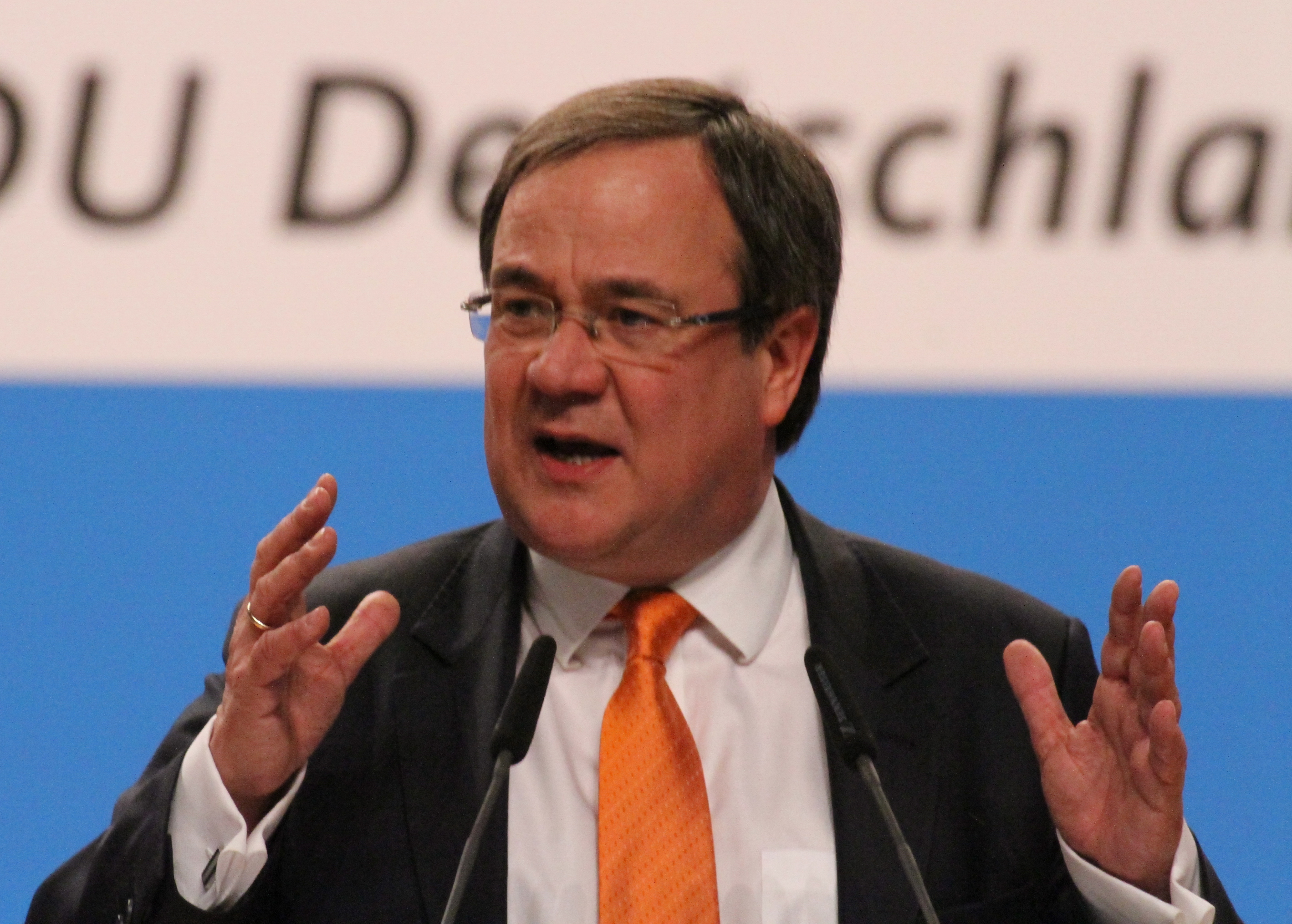
アルミン・ラシェット（2014年）

18歳の時にキリスト教民主同盟（CDU）に入党し、1989年に最年少のアーヘン参事会員に選ばれて以後15年間アーヘンの行政に関与した。2001年にはCDUアーヘン郡代表に就任。2008年、CDU連邦幹部会の一員に選出された。2010年、ノルトライン＝ヴェストファーレン州議会選挙においてCDUが敗北し、州首相であったユルゲン・リュットガースが責任を取って州代表を辞任したことによって行われた CDU州支部代表選において候補者の一人になったが、対立候補者であったノベルト・レトゲン連邦環境相に敗北している。レトゲンは2012年5月13日に行われた州議会選挙で州首相候補になった。しかし、ここでも CDUは大敗を喫した。選挙後、2012年6月の CDU州代表選に有力候補だったレトゲンが出馬を辞退したため、2012年6月30日に開催された臨時州党大会でラシェットが、 CDUノルトライン＝ヴェストファーレン州支部代表に就任した。2012年12月4日で開催されたCDU党大会で副党首の一人に選ばれた。
ラシェットは2012年5月において、2017年5月の州議会選挙においてCDUのノルトライン＝ヴェストファーレン州首相候補になる意欲があることを明かした。

### 議員歴

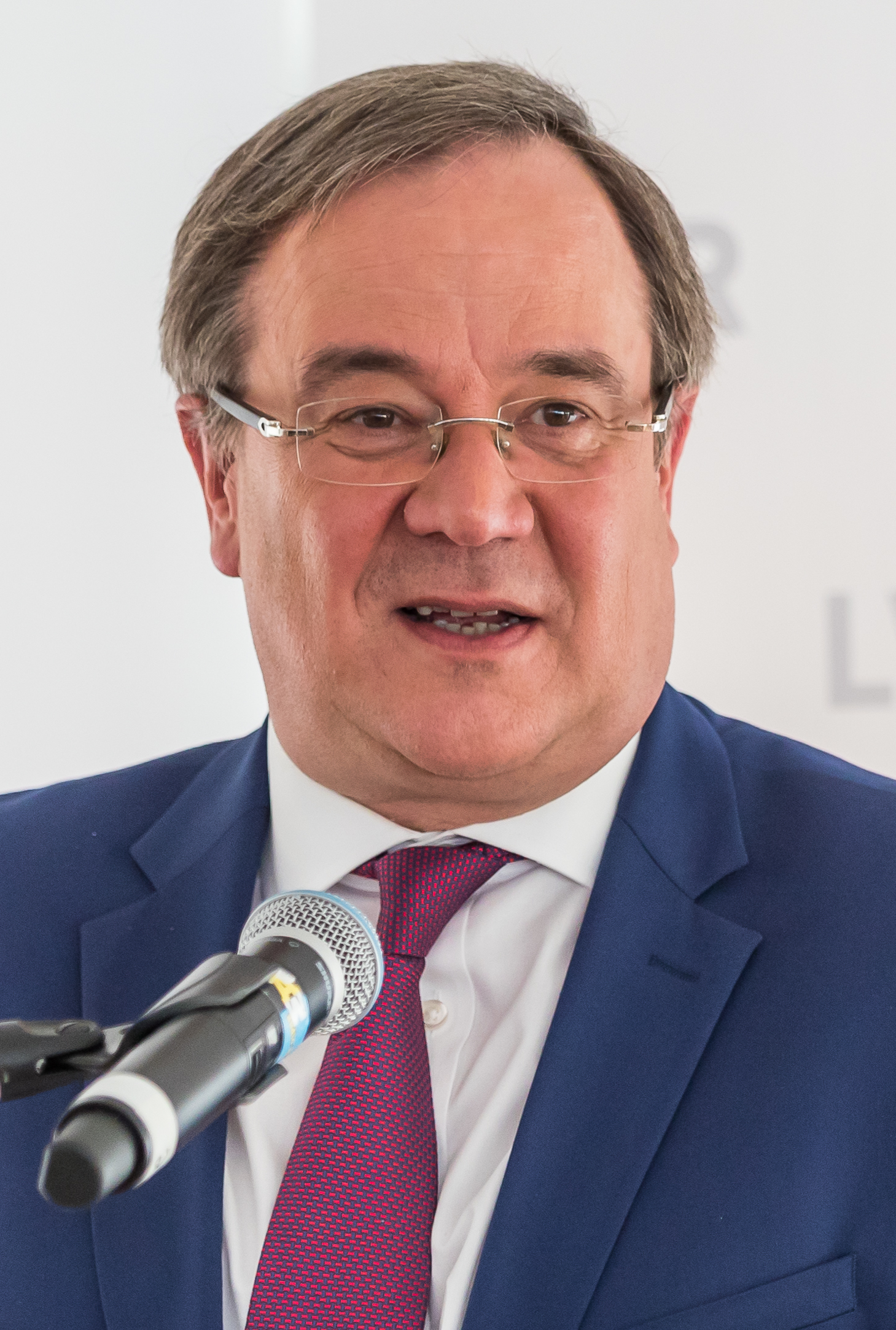
アルミン・ラシェット（2018年）

1994年、ラシェットはドイツ連邦議会アーヘン小選挙区で直接投票によって当選し、1998年まで連邦議会に所属した。1999年、欧州議会議員に選出され、とりわけ外交、安全保障、国際協力、財政政策に注力した。2005年6月24日、当時ノルトライン＝ヴェストファーレン州首相だったリュットガースによって州の社会統合担当大臣に任命された。その彼の閣僚としての職務は2010年6月14日にハンネローレ・クラフトによるドイツ社会民主党（SPD）と同盟90/緑の党による赤緑連立州政府発足により終了した。なお、2010年5月9日のノルトライン＝ヴェストファーレン州議会選挙において、初めて彼は州議会議員として選出された。
2012年5月13日に繰り上げ実施されたノルトライン＝ヴェストファーレン州議会選挙に際して、アーヘンII小選挙区で34.2%の投票しか得られず、38.3%を獲得したSPDの候補者に競り負けたが、CDUの比例代表の候補者として当選を果たしている。2013年12月、ラシェットはノルトライン＝ヴェストファーレン州議会のCDU議員団長に64票の賛成票で選出された。
2017年5月14日におこなわれたノルトライン＝ヴェストファーレン州議会選挙でアーヘンII小選挙区で35.8%を得て第1位になり、直接投票で当選した。またこの選挙でCDUが第1党になった結果、党の州首相候補であったラシェットが州首相の職を引き継ぐことになった。2017年6月27日に州議会で CDU と自由民主党（FDP）の連立によって州首相に就任した。
2021年1月16日のCDU党大会においてアンネグレート・クランプ＝カレンバウアーの後任を決める党首選挙に出馬。1回目の投票は380票にとどまり、385票を獲得した反メルケル・保守派のフリードリヒ・メルツの後塵を拝したが決選投票には進み、その結果581票を獲得。466票の獲得にとどまったフリードリヒ・メルツを逆転で下し新党首に選ばれた。同年秋の引退を表明しているアンゲラ・メルケル連邦首相の有力な後継候補となったが、しかし世論調査ではラシェットの人気は高くなく、まだ超えるべき壁があると目されている。
2021年ヨーロッパ洪水では、被災地を訪れ同僚たちと冗談を言い合い笑っている様子がテレビカメラに捉えられ、批判されている。
党首として初めて臨んだ連邦議会選挙は2021年9月26日に執行され、CDU/CSUの得票率は速報値で史上最低の24.1％にとどまり、SPDの25.7％に及ばなかった。10月26日にノルトライン＝ヴェストファーレン州首相を退任。

## 政治姿勢
ノルトライン＝ヴェストファーレン州社会統合担当大臣時代、キリスト教徒とイスラム教徒間の対話に尽力した。2008年、キリスト教徒は信仰ゆえに傷ついた者たちの声にさらに耳を傾けなければならないと発言した。
2010年、ドイツ連邦銀行元理事ティロ・ザラツィンと彼の著書 Deutschland schafft sich ab（『ドイツが消える』）に対するアンゲラ・メルケル連邦首相の発言を批判した。メルケルがザラツィンの著書を読まずに役に立たないものであると断言したのに対し、ラシェットは「一冊の本を評価し語る場合、その本を読まなければ役に立つかどうか判断できない」と語った。
2012年9月、自由民主党（FDP）のノルトライン＝ヴェストファーレン州代表クリスティアン・リンドナーと共に Weg mit der Energie-Planwirtschaft!（「エネルギー計画経済を用いた道」）という表題の論文を著した。この論文は『ライニッシェ・ポスト』紙において寄稿論文として公表された。
ラシェットは異性間結婚と同じ法的扱いを同性結婚に適用することに反対している。

## 人物
アダルベルト財団の理事、ドイツ・カトリック教徒中央委員会のメンバーである。妻ズザンネとの間に3人の子がいる。ベルリンの詩人、ヘルベルト・ラシェット・トゥーサンは血縁関係者である。